# Dürr (Familienname)
Dürr bzw. Duerr ist ein deutschsprachiger Familienname.

## Namensträger

### A
- Adolf Dürr (um 1874–1945), deutscher Verwaltungsjurist
- Albert Dürr (1893/1894–1968), Schweizer Unternehmer
- Alexander Dürr (* 1971), deutscher Fußballspieler
- Alexandra Dürr (* 1962), französische Genetikerin
- Alfons Dürr (* 1938), deutscher Maler
- Alfred Dürr (Jurist) (1879–1953), deutscher Jurist
- Alfred Dürr (General) (1888–1952), deutscher Generalmajor
- Alfred Dürr (1918–2011), deutscher Musikwissenschaftler
- Alfred Dürr (Journalist) (* 1953), deutscher Journalist
- Alphons Dürr (Verleger) (1828–1908), deutscher Kunstverleger und Buchhändler
- Alphons Dürr (Kunsthistoriker) (1855–1912), deutscher Kunsthistoriker und Verleger
- August Dürr (1835–1919), deutscher Unternehmensgründer

### B
- Barbara Dürr (* 1963), Schweizer Politikerin (CVP)
- Baschi Dürr (* 1977), Schweizer Politiker (FDP)
- Benjamin Duerr (* 1988), deutsch-niederländischer Diplomat, Völkerrechtler und Publizist
- Bernd Dürr (Galerist) (* 1944), deutscher Kunstgalerist
- Bernd Dürr (Künstler, 1953) (1953–2000), deutscher Bildhauer und Grafiker
- Bernd Dürr (Künstler, um 1969) (* um 1969), deutscher Maler, Bildhauer und Designer

### C
- Christian Dürr (* 1977), deutscher Politiker (FDP), MdL Niedersachsen, MdB und Bundesvorsitzender
- Christoph Dürr (* 1935), deutscher Verleger und Galerist
- Conrad Dürr (1907–1999), deutscher Motorradrennfahrer

### D
- Dagobert Dürr (1897–1947), deutscher Journalist und Funktionär
- Damasus Dürr (1535/1537–1585), Siebenbürger Geistlicher und Autor
- David Dürr (* 1952), Schweizer Jurist
- Detlef Dürr (1951–2021), deutscher Mathematiker und Physiker

### E
- Else Dürr (1867–1944), deutsche Verlegerin
- Emil Dürr (1883–1934), Schweizer Historiker
- Erna Zarges-Dürr (1907–2002), deutsche Gold- und Silberschmiedin
- Ernst Dürr (Psychologe) (1878–1913), deutscher Psychologe und Philosoph
- Ernst Dürr (Politiker) (1921–2002), österreichischer Politiker
- Ernst Dürr (Wirtschaftswissenschaftler) (1927–2012), deutscher Wirtschaftswissenschaftler
- Ernst Caspar Dürr (um 1645–um 1700), deutscher Medailleur
- Eveline Dürr (* 1962), deutsche Ethnologin

### F
- Françoise Dürr (* 1942), französische Tennisspielerin
- Franz Anton Dürr (1699–1781), deutscher Unternehmer und Ortsgründer
- Friedrich von Dürr (1825–1909), österreichischer Generalmajor
- Friedrich Dürr (1843–1926), deutscher Pädagoge und Historiker
- Friedrich Dürr (Widerstandskämpfer) (1904–1945), deutscher Widerstandskämpfer

### G
- Georg Tobias Dürr († 1712), deutscher Mediziner
- Günter Dürr (1941–2015), deutscher Gewerkschafter und Politiker (SPD)
- Gustav Dürr (1853–1908), deutscher Industrieller und Erfinder

### H
- Hans Dürr (vor 1540–nach 1511), Schweizer Bildhauer, siehe Hans Turner
- Hans Dürr (Schriftsteller) (Pseudonym Jochen Lustig; 1913–nach 1982), deutscher Schriftsteller und Dramatiker
- Hans Dürr (Maler) (1913–1993), österreichischer Maler
- Hans Alfons Dürr (1889–nach 1960), deutscher Lehrer und Schriftsteller
- Hans-Jörg Dürr (* 1948), deutscher Maler und Grafiker
- Hans-Peter Dürr (1929–2014), deutscher Physiker
- Hans Peter Duerr (* 1943), deutscher Ethnologe und Kulturhistoriker
- Hans Roland Dürr (* 1964), deutscher Mediziner und Hochschullehrer
- Heidi Dürr (* 1940), deutsche Journalistin
- Heiner Dürr (1940–2010), deutscher Geograph
- Heinrich Dürr (1633–1680), Schweizer Unternehmer und Fabrikant
- Heinz Dürr (1933–2023), deutscher Manager und Unternehmer
- Hermann Dürr (1925–2003), deutscher Politiker (FDP/DVP, SPD), MdB

### J
- Jan Dürr-Durski (1902–1969), polnischer Literaturwissenschaftler und Hochschullehrer
- Johann Dürr (Kupferstecher)  (1600–1663), deutscher Kupferstecher
- Johann Dürr (Politiker) (Hans Dürr; 1880–1952), deutscher Politiker (SPD)
- Johann Conrad Dürr (1625–1677), deutscher Theologe
- Johann Georg Dürr (Chronist), deutscher Pfründner und Chronist
- Johann Georg Dürr (1723–1779), deutscher Bildhauer und Stuckateur, siehe Johann Georg Dirr
- Johannes Dürr (Skilangläufer) (* 1987), österreichischer Skilangläufer
- Johannes Friedrich Dürr (Verleger, 1867) (1867–1910), deutscher Politiker, Buchhändler und Verleger
- Johannes Friedrich Dürr (Verleger, 1893) (1893–1957), deutscher Buchhändler und Verleger
- Josef Dürr (Dichter) (1877–1917), deutscher Mundartdichter
- Josef Dürr (1953–2023), deutscher Politiker (Bündnis 90/Die Grünen), siehe Sepp Dürr
- Julius Dürr (1856–1925), deutscher Klassischer Philologe

### K
- Karin Böhme-Dürr (1949–2004), deutsche Kommunikations- und Medienwissenschaftlerin
- Karl Dürr (General) (1854–1919), deutscher General der Infanterie
- Karl Dürr (Gewerkschafter) (1875–1928), Schweizer Gewerkschafter und Politiker
- Karl Dürr (Philosoph) (1888–1970), Schweizer Philosoph
- Karl Dürr (Geistlicher) (1892–1976), deutscher Pfarrer und Theologe
- Karl-Friedrich Dürr (* 1949), deutscher Opernsänger (Bass)
- Katharina Dürr (* 1989), deutsche Skirennläuferin
- Klaus Dürr (Politiker, 1939) (1939–1997), deutscher Politiker (SPD), MdA Berlin
- Klaus Dürr (Politiker, 1958) (1958–2020), deutscher Politiker (AfD), MdL Baden-Württemberg
- Kotaro Dürr (* 1985), deutscher Radio- und Fernsehmoderator und Journalist

### L
- Lena Dürr (* 1991), deutsche Skirennläuferin
- Lenka Dürr (* 1990), deutsche Volleyballspielerin
- Leopold Dürr (1835–1902), deutscher Augenarzt
- Louis Dürr (1896–1972), Schweizer Maler
- Ludwig Dürr (Mediziner) (1780–1840), deutscher Mediziner
- Ludwig Dürr (General) (1822–1891), deutscher Generalmajor
- Ludwig Dürr (Richter) (1852–1934), deutscher Richter
- Ludwig Dürr (Konstrukteur) (1878–1956), deutscher Luftschiffkonstrukteur
- Ludwig Rosenthal-Dürr (1888–1975), deutscher Buchhändler und Antiquar

### M
- Maja Dürr (* 1963), deutsche Schauspielerin, Synchronsprecherin und Musikerin
- Markus Dürr (* 1947), Schweizer Politiker (CVP)
- Max Dürr (1874–1947), deutscher Schriftsteller, Mundartdichter und Jurist
- Maximilian Dürr (* 1992), deutscher Eishockeytorwart
- Michael Dürr (* 1971), deutscher Physiker und Hochschullehrer
- Moritz Dürr (* 1957), deutscher Schauspieler

### O
- Oskar Dürr (1877–1959), deutscher Politiker (SPD)
- Otto Dürr (Architekt) (1894–1952), Schweizer Architekt
- Otto Dürr (Karnevalist) (1929–2011), deutscher Karnevalist

### P
- Patrick Dürr (* 1973), Schweizer Politiker (CVP, Die Mitte)
- Paul Dürr (1871–1936), deutscher Unternehmer
- Peter Dürr (* 1960), deutscher Skirennläufer
- Peter Dürr (Ingenieur) (* um 1966), deutscher Ingenieur und Hochschullehrer
- Philipp Paul Theodor Dürr (1793–1875), deutscher Mediziner
- Pidder Jansen-Dürr (* 1956), deutscher Biologe, Biochemiker und Hochschullehrer

### R
- Renate Dürr (* 1961), deutsche Historikerin
- Richard Dürr (Numismatiker) (1858–1933), deutscher Arzt und Numismatiker
- Richard Dürr (Fussballspieler) (1938–2014), Schweizer Fußballspieler

### S
- Sepp Dürr (1953–2023), deutscher Politiker (Bündnis 90/Die Grünen)
- Stefan Dürr (* 1964), deutsch-russischer Landwirt und Landmaschinenhändler
- Stephen Dürr (* 1974), deutscher Schauspieler

### T
- Thomas Dürr, eigentlicher Name von Thomas D (* 1968), deutscher Musiker
- Thomas Dürr (Bobfahrer) (* 1978), liechtensteinischer Bobfahrer
- Thomas Friedemann Dürr (1931–2009), deutscher Maler und Grafiker
- Tobias Dürr (Journalist) (* 1965), deutscher Journalist
- Tobias Dürr (Schauspieler) (* 1975), deutscher Schauspieler

### U
- Ulrich Dürr (* 1944), deutscher Jurist und Richter

### V
- Volker Dürr (* 1968), deutscher Biologe und Hochschullehrer

### W
- Walter Dürr (Erfinder) (auch Walther Dürr; 1851–1928), deutscher Kaufmann und Erfinder
- Walter Dürr (Pianist) (1920–1993), deutscher Pianist und Kapellmeister
- Walter Dürr (Wirtschaftspädagoge) (1936–2022), deutscher Wirtschaftspädagoge und Hochschullehrer
- Walter Dürr (Mathematiker) (* 1943), deutscher Mathematiker und Hochschullehrer
- Walter Dürr (Theologe) (Walter Martin Dürr; * 1958), Schweizer Theologe
- Walther Dürr (1932–2018), deutscher Musikwissenschaftler
- Werner Dürr, Pseudonym von Werner Dürrson (1932–2008), deutscher Schriftsteller
- Wilhelm Dürr (Missionar) (1790–1862), deutscher Missionar
- Wilhelm Dürr der Ältere (1815–1890), deutscher Maler
- Wilhelm Dürr der Jüngere (1857–1900), deutscher Maler
- Wilhelm Dürr (Mediziner) (1887–1979), deutscher Mediziner
- Willy Dürr (1889–1975), deutscher Journalist, Zeitungsredakteur und Politiker (DDP, DVP, FDP)
- Wolfgang Dürr (* 1967), deutscher Architekturfotograf